# Hausastaaten

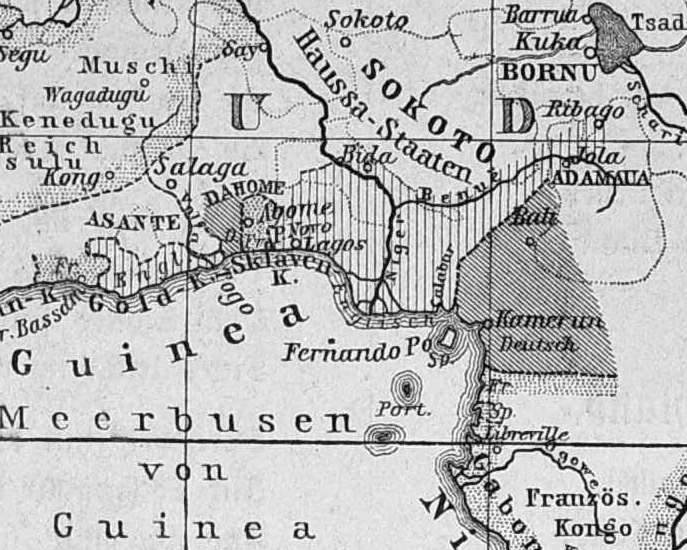
Lage der Hausastaaten auf einer deutschen Karte von 1891 (oben)

Die Hausastaaten waren ein Verbund von Stadtstaaten zwischen Bornu im Osten und dem Niger im Westen. Sie bestehen im heutigen Nordnigeria und in Zentralniger als anerkannte traditionelle Staaten fort.

## Gründungsgeschichte

### Ursprungslegende
Die Hausastaaten lagen außerhalb der großen transsaharanischen Handelsroute und gerieten deshalb erst spät in das Blickfeld der arabischen Geographen. Umso ausgeprägter ist jedoch ihre mündliche Überlieferung. Von großer Bedeutung ist besonders die in dem Stadtstaat Daura, dem traditionellen Zentrum des Hausalandes, überlieferte Bayajidda-Legende. Ihr zufolge waren die Einwohner von Daura von Norden aus Kanaan und Palästina über die Sahara eingewandert. Später kam der eigentliche Gründungsheld Bayajidda, ein Königssohn, der mit seinen Truppen aus Bagdad geflohen sein soll, über Bornu nach Daura. Er erreichte die Stadt des Nachts allein mit seinem Pferd. Hier tötete er die gefährliche Schlange des Brunnens, die über die Stadt herrschte. Aus Dank für seine Heldentat heiratete ihn die Königin der Stadt. Er zeugte mit einer Konkubine, die ihm die Königin gegeben hatte, seinen Sohn Karbagari. Anschließend zeugte er mit der Königin selbst Bawo. Karbagari wurde der Stammvater der „sieben nichtigen/banza-Staaten“ und Bawo zusammen mit dem älteren Sohn Biram der Stammvater der „sieben Hausastaaten“. Noch heute betrachten sich die Einwohner der „sieben Hausa“ als die eigentlichen Hausa. Von den „sieben Banza“ gehören zwar zwei, Kebbi und Zamfara, zu den Staaten, in denen Hausa gesprochen wird, dennoch gelten sie als zweitrangig.

### Gründung der Hausastaaten
In abgewandelter Form entspricht die Hausa-Legende der biblischen Abraham-Erzählung mit historischen Zusätzen: Die Migrationserzählung der Königin deutet auf eine Abwanderung von assyrischen Deportierten und die Bayajidda-Episode auf die Flucht des letzten assyrischen Königs aus Ninive am Ende des 7. Jh. v. Chr. Da Hausa zu den Tschadischen Sprachen gehört, besteht wohl außerdem ein Zusammenhang mit der Ausbreitung dieses Zweiges des Afroasiatischen. Die heute zumeist angenommene mittelalterliche Gründung der Hausastaaten ist mit der abseitigen Lage dieser Staaten in Bezug auf den transsaharanischen Handel und der sich daraus ergebenden Unbeachtung durch die arabischen Geographen zu erklären.
Neben der Bayajidda-Legende deuten auch die verschiedenen Ursprungstraditionen der einzelnen Hausastaaten – insbesondere die von Gobir, Katsina, Kano, Kebbi und Zamfara – darauf hin, dass sich alle ursprünglichen Hausa-Dynastien unabhängig voneinander auf Abwanderer aus dem Vorderen Orient zurückführen. Im Zentralsudan stießen die Migranten auf Vertreter segmentärer Gesellschaften, die sprachlich als Niger-Kongo-Sprecher anzusehen sind und die entweder vertrieben oder in der Form von Azna in die neuen Staaten integriert wurden.

### Die sieben Hausa- und die sieben Banzastaaten
Zu den „sieben Hausastaaten“ (Hausa bakwai) gehören Biram, Daura, Kano, Zaria, Gobir, Katsina und Rano. Zu den „sieben Banzastaaten“ (Banza bakwai) gehören die zwei Staaten Kebbi und Zamfara, in denen Hausa gesprochen wird, sowie fünf weitere Staaten im Süden, deren Namen nicht in allen Fassungen der Bayajidda-Legende gleich sind. Zumeist werden folgende fünf Staaten genannt: Gurma, Borgu, Yawri, Nupe und Kwararrafa/Jukun. Manchmal wird auch Gwari genannt und Gurma weggelassen. Die Einteilung dieser Staaten wurde seit Heinrich Barth mit der vorherrschenden Hausasprache erklärt. Warum allerdings Kebbi und Zamfara, in denen Hausa gesprochen wurde, nicht zu den Hausastaaten gezählt wurden, blieb rätselhaft. Nach einer neueren Theorie des Bayreuther Historikers Dierk Lange sind die Traditionen der sieben eigentlichen Hausastaaten durch israelitische Einwanderer und die der sieben Banza-Staaten durch mesopotamische Einwanderer geprägt.

## Mittelalterliche Geschichte der Hausastaaten

### Marginalität der Hausastaaten
Die Hausastaaten bildeten trotz ihrer sprachlichen und kulturellen Einheit nie ein gemeinsames Reich. Al-Yaqubi erwähnt sie erstmals im 9. Jahrhundert n. Chr. zwischen Kanem und Malal. Der große Reisende Ibn Battuta, der sich 1354 auf seiner Rückreise vom Mali nach Marokko nördlich des Hausalandes in Takedda aufhielt, hörte von Gobir, Zaghay/Katsina und Bornu. Mit der Ausnahme von Gobir, Zamfara und Kebbi waren es Stadtstaaten, deren Prosperität auf dem blühenden Handel und Gewerbe begründet war. Besonders Kano und Katsina aber auch Zaria zeichneten sich durch zahlreiche Einwohner und rege Handwerksaktivitäten aus. Dabei standen der regionale Handel mit den Nachbarstaaten und nicht der Transsaharahandel im Vordergrund. Zudem waren die Hausastaaten für länger Zeiträume der Herrschaft mächtiger Nachbarreiche unterworfen: im Osten Kanem-Bornu und im Westen Mali und zu Beginn des 16. Jahrhunderts Songhay. Deshalb nahmen die arabischen Geographen die kleineren Staaten des Zentralsudan kaum zur Kenntnis.

### Oberherrschaft von Kanem-Bornu
Trotz der früheren Ankunft Magajiyas, gilt Bayajidda aufgrund seiner Schlangentötung als eigentlicher Gründungsheld Dauras und der Hausastaaten. Man betrachtet seinen früheren Aufenthalt in Bornu – eigentlich Kanem-Bornu oder sogar Kanem – als legendäre Begründung einer bis zum Beginn des 19. Jahrhunderts andauernden Vasallität gegenüber dem Tschadstaat. Die von der Kano-Chronik erst ab der Herrschaft des Abdullahi Burja (1438–1452) erwähnten Tributzahlungen „der Länder des Westens“ entsprechen einer Wiederaufnahme von alten Tributleistungen, deren Unterbrechung eine Folge der Schwächeperiode des Tschadstaates im Anschluss an die Aufgabe Kanems von 1381 bis 1449 war. Die Sklaventribute der Hausastaaten wurden zuerst nach Daura geliefert und von dort dem Herrscher Kanem-Bornus einmal im Jahr zugestellt. Zumindest einige der Banza-Staaten lieferten gleichfalls Tribute an den Tschadstaat.

### Islamisierung der Hausastaaten
Die im Vergleich zu Kanem-Bornu, Gao und Ghana späte Islamisierung der Hausastaaten erklärt sich durch die abgelegene Lage des Landes in Bezug auf die wichtigsten Routen des Transsaharahandels, die starke Ausprägung des Sakralkönigtums und der mächtigen Partei der Azna-Klans. Nach der Kano-Chronik verbreiteten Wangara-Händler aus Mali den Islam in Kano zur Zeit des Königs Yaji (1349–1385). Aufgrund des stärkeren Widerstandes der Azna erfolgte in Katsina die Einführung des Islam erst hundert Jahre später. Unter Führung von Muhammad Korau (1445–1495) gelang es hier, die unter dem Durbi-Herrscher stehenden Azna zu überwinden und zu marginalisieren. Der Durbi musste zwar die oberste Macht abgeben, aber sein hoher Beamtenstatus und seine Herrschaft über die Azna blieben ihm erhalten. In anderen Hausastaaten wurde der Islam teilweise erst im 18. Jahrhundert eingeführt.
Amina, eine kriegerische Königin von Zaria, rang in ihrer Regierungszeit im 15. oder 16. Jahrhundert den anderen Hausastaaten Tribut ab und errichtete eine kurzlebige Oberherrschaft über zumindest Kano und Katsina.

## Geschichte der Hausastaaten seit dem Fulani-Dschihad

### Der Fulani-Dschihad und seine Folgen

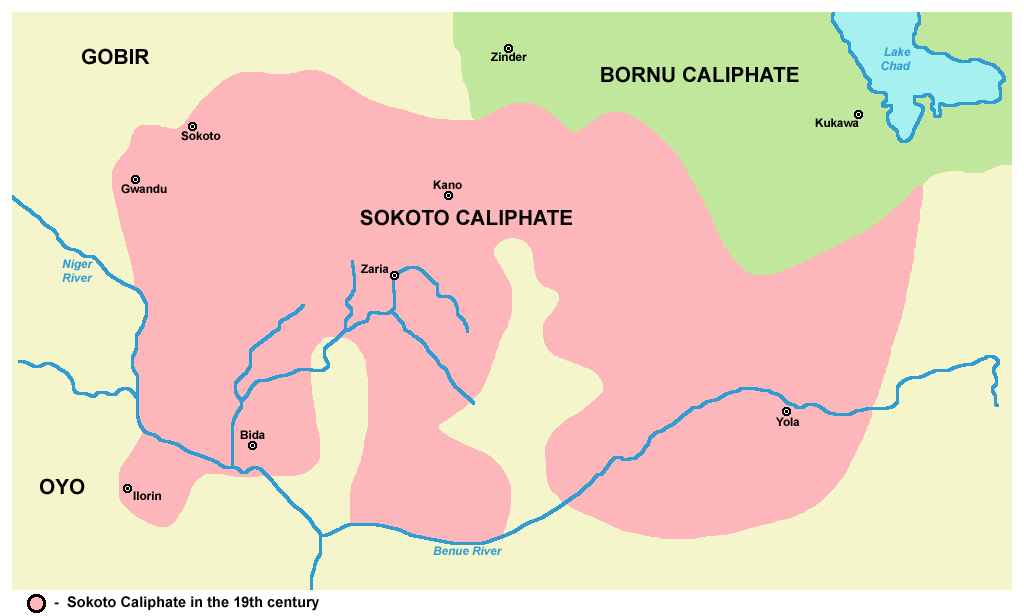
Kalifat von Sokoto im 19. Jahrhundert

In allen Hausastaaten stieß der Islam auf den starken Widerstand der Parteigänger des sakralen Königtums. Besonders unbeugsam waren die Amtsträger, deren Klangötter zur Partei der Azna-Götter gehörten. Der Fulani-Gelehrte Usman dan Fodio (1744–1817), der zeitweilig am Königshof von Gobir tätig war, prangerte die „Vermischung“ von Islam und Heidentum an. Er erklärte 1804 den Hausakönigen den Dschihad. Seine Befehlshaber griffen mit Hilfe ihrer Fulani-Stammesgenossen, von denen nur eine dünne Oberschicht fest im Islam verwurzelt war, einigen Hausa-Verbündeten und Kontingenten der Tuareg die einzelnen Hausastaaten und Bornu an. Es gelang ihnen, alle Hausakönige aus ihren Hauptstädten zu vertreiben und an ihrer Stelle Fulani-Führer einzusetzen. In seinem Stammgebiet am Rande Gobirs gründete Usman dan Fodio die neue Hauptstadt Sokoto, die dem Sokoto-Kalifat den Namen gab. Angehörige der Königshäuser von Zaria, Katsina, Gobir und Daura konnten fliehen und Sekundärherrschaften außer Reichweite der Fulani errichten. In Bornu hatten die Fulani zunächst ebenfalls Erfolg, bis sie letztlich am Widerstand al-Kanemis scheiterten. Innerhalb des Sokoto-Kalifats erfolgte 1808 eine dauerhafte Reichsteilung mit der Einsetzung von Abdullahi dan Fodio (1808–1828), dem Bruder Usman dan Fodios, als Emir von Gwandu. 1849 erhob sich ein Nachkomme der Lekawa von Kebbi gegen die Herrschaft des Sokoto-Kalifats und retablierte ein unabhängiges Kebbi-Reich zwischen Sokoto und Gwandu, das ebenfalls bis heute fortbesteht.

### Veränderungen der Kolonialzeit
Die Briten eroberten das Reich von Sokoto 1903 und gliederten es dem Nigerianischen Protektorat ein. Sie stabilisierten die durch den Fulani-Dschihad geschaffenen neuen Machtverhältnisse. Nur in Daura enthoben sie den Fulani-König der Macht und setzten an seine Stelle 1906 den Hausakönig Malam Musa (1904–1911) als Herrscher eines wiedervereinten Königreiches von Daura ein. Im Rahmen des allgemeinen Modernisierungsprozesses wurden die Königtümer der Hausa gegenüber der modernen Verwaltung weitgehend marginalisiert. Als traditionelle Landesväter genossen ihre Herrscher aber weiterhin großen Respekt in der Bevölkerung. Daran hat sich auch nach der Unabhängigkeit Nigerias und Nigers 1960 nicht viel geändert. Bis heute findet man die alten Hausastaaten als Emirate innerhalb der Bundesstaaten Nordnigerias und als chefs de canton innerhalb der départements der Republik Niger. Die Grenze zwischen den beiden modernen Staaten folgt weitgehend der Grenze des Sokoto-Kalifats, so dass nördlich der Grenze zumeist weniger strenge Muslime zu finden sind als südlich davon.

### Handel und Gewerbe
In der Vorkolonialzeit waren die Hausastädte im weiten Umkreis bekannt für die zahlreichen Handwerksprodukte: gewebte Stoffe und Kleidungsstücke, gegerbtes Leder und Lederwaren, Waffen und andere Eisenprodukte. Diese Waren, wie auch Sklaven wurden teilweise bis nach Nordafrika exportiert. Eingeführt aus dem Norden wurden Pferde, Waffen, Stoffe und Kleidungsstücke und andere Fertigwaren. Wichtig war auch das Salz aus Salinen der Sahara. Außerdem gab es einen lebhaften Handel mit Kolanüssen aus dem Aschantireich. Neben den Wangara, den heutigen Diula aus dem Gebiet der Mande, waren die Hausa die bekanntesten Händler Westafrikas. Der Islam förderte zugleich ihren Zusammenhalt und ihre Mobilität. Auswärts siedelten sie zumeist in ihren eigenen Vororten am Rande der fremden Städte.